# Wish (The Cure)
Wish is het negende studioalbum van de Britse newwaveband The Cure, dat uitkwam op 21 april 1992.

## Geschiedenis
Dit is het laatste studioalbum waarop drummer Boris Williams speelt, en het eerste waarop Perry Bamonte te horen is. Kate Wilkinson speelde altviool voor het nummer To Wish Impossible Things.
Het album werd niet zo goed ontvangen door critici als zijn voorganger, Disintegration, maar het was wel een commercieel succes. Voor het eerst stond een album van The Cure op nr. 1 in het Verenigd Koninkrijk en het stond nr. 2 in de Verenigde Staten. De single Friday I'm in Love groeide uit tot een van de populairste nummers van het album.
Het bandlogo onderging in dit Cure-tijdperk (samen met Show en Paris) een verandering. Het bevatte niet meer de volledige bandnaam "The Cure", maar slechts "Cure". De bandnaam was niet officieel veranderd. In latere bandlogo's keerde het woord "The" weer terug.

## Nummers
Alle nummers door Bamonte/Gallup/Smith/Thompson/Williams.
Kant A:
1. "Open" - 6:51
2. "High" - 3:37
3. "Apart" - 6:38

Kant B:
1. "From the Edge of the Deep Green Sea" - 7:44
2. "Wendy Time" - 5:13
3. "Doing the Unstuck" - 4:24

Kant C:
1. "Friday I'm in love" - 3:38
2. "Trust" - 5:33
3. "A Letter to Elise" - 5:14

Kant D:
1. "Cut" - 5:55
2. "To Wish Impossible Things" - 4:43
3. "End" - 6:46

Op de ep Lost Wishes staan extra nummers, te weten "Uyea Sound", "Cloudberry", "Off To Sleep..." en "The Three Sisters".

## Bezetting
- Robert Smith - Basgitaar, gitaar, keyboards, zang, Fender VI
- Perry Bamonte - Fender VI, gitaar, keyboards
- Simon Gallup - Basgitaar, keyboards
- Porl Thompson - Gitaar
- Boris Williams - Percussie, drums

met:
- Kate Wilkinson - Altviool

## Productie
- Producten - Dave Allen, The Cure
- Ingenieurs - Dave Allen, Steve Whitfield
- Assistent ingenieur - Chris Bandy
- Mixing - Mark Saunders
- Assistent mixing - Andy Baker, William Parry, Danton Supple, Mark Warner
- Albumhoes - Parched Art (Porl Thompson en Andy Vella)

## Singles
- Februari 1992 - "High" (B-kant: "This Twilight Garden" en "Play")
- April 1992 - "Friday I'm in love" (B-kant: "Halo" en "Scared As You")
- December 1992 - "A Letter to Elise" (B-kant: "The Big Hand")

## Hitlijsten
Album - Billboard (Noord-Amerika)
- 1992 - The Billboard 200 - Positie 2

Singles - Billboard (Noord-Amerika)
- 1992 - "Friday I'm in Love" - Hot Dance Music/Club Play - Positie 32
- 1992 - "Friday I'm in Love" - Hot Dance Music/Maxi-Singles Sales - Positie 29
- 1992 - "Friday I'm in Love" - Mainstream Rock Tracks - Positie 21
- 1992 - "Friday I'm in Love" - Modern Rock Tracks - Positie 1
- 1992 - "Friday I'm in Love" - The Billboard Hot 100 - Positie 18
- 1992 - "High" - Hot Dance Music/Club Play - Positie 22
- 1992 - "High" - Hot Dance Music/Maxi-Singles Sales - Positie 27
- 1992 - "High" - Modern Rock Tracks - Positie 1
- 1992 - "High" - The Billboard Hot 100 - Positie 42
- 1992 - "A Letter to Elise" - Modern Rock Tracks - Positie 2